# Yantaromyia arcana
Yantaromyia arcana (лат.) — ископаемый вид двукрылых насекомых, единственный в составе рода Yantaromyia и семейства Yantaromyiidae (Schizophora). Обнаружен в балтийском янтаре (Калининградская область, Россия, эоцен, около 40 млн лет).

## Описание
Мелкие мухи. Длина тела самца 4,6 мм, длина крыла — 4,2 мм. Тело компактное, ноги стройные. Голова шаровидная, крупная с большими глазами. Апоморфии по отношению к Schizophora: лунула увеличенная и голая, глаза дихоптические, сегменты брюшка 6-8 сросшиеся и почти симметричные; ноги с множеством щетинок, голени дорсально с двумя предвершинными щетинками, субскутеллюм сильно выпуклый; грудной шов, перпендикулярный продольной оси тела и доходящий до ряда дорсоцентральных отделов. К дополнительным признакам относятся: наклонные лобные щетинки отсутствуют, постоцеллярные конвергентные, лобная витта сетулозная; постшовный интраалар отсутствует, анэпистернум без сильных щетинок, анэпимерон голый, имеются как проэпистернальные, так и проэпимеральные щетинки. Описание сделано с помощью рентгеновской синхротронной микротомографии.

## Этимология
Название вымершего рода Yantaromyia происходит от славянского слова янтарь (yantar) и греческого слова myia (муха). Видовой эпитет происходит от латинского слова arcanus (-a, -um) и означает «скрытый, секретный, частный, интимный» и относится к своеобразной комбинации признаков и неустановленному точному положению таксона в филогенетическом дереве круглошовных мух секции Schizophora.

## Систематика
Вид Yantaromyia arcana был впервые описан в 2019 году по самцу из балтийского янтаря. Необычное сочетание уникальных признаков заставило учёных выделить новый таксон в отдельное вымершее семейство Yantaromyiidae. Систематическое положение его остаётся неясным и предположительно оно близкое к таксонам Heleomyzidae, Trixoscelididae и Rhinotoridae (Schizophora).